# Исток реки Лыбедь
«Исто́к реки́ Лы́бедь» (укр. «Виток річки Либідь») — гидрологический памятник природы местного значения, расположенный на территории Соломенского района города Киева (Украина). Создан 2 декабря 1999 года. Площадь — фактической нет. Землепользователь — коммунальное предприятие по содержанию зелёных насаждений в Соломенском районе.

## История
Гидрологический памятник природы местного значения был создан решением Киевского горсовета № 147/649 от 2 декабря 1999 года с целью сохранения, охраны и использования в эстетических, воспитательных, природоохранных, научных и оздоровительных целях гидрологического объекта. На территории памятника природы запрещена любая хозяйственная деятельность, в том числе ведущая к повреждению природных комплексов.

## Описание
Памятник природы представлен истоком реки Лыбедь, расположенным на территории парка Отрадный севернее пересечения улиц Героев Севастополя и Михаила Донца. Вода с источников впадает в пруд Отрадный, далее река течет по канализированному руслу. 